# Rainer Arnold (Politiker)

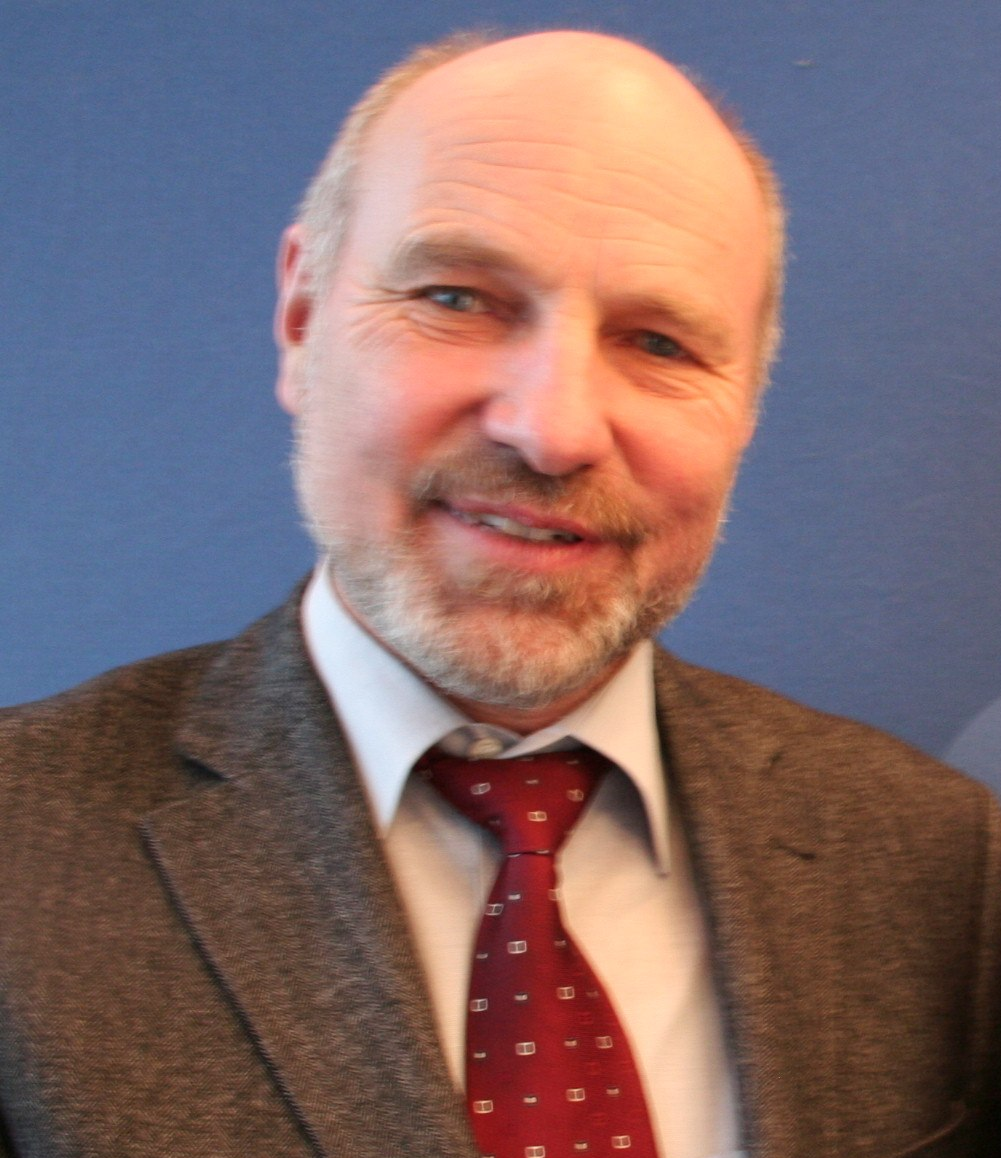
Rainer Arnold, 2009

Rainer Arnold (* 21. Juni 1950 in Stuttgart) ist ein deutscher Politiker (SPD). Er war von 1998 bis 2017 Mitglied des Deutschen Bundestages und ab 2002 verteidigungspolitischer Sprecher der SPD-Bundestagsfraktion.

## Leben
Nach Abschluss der mittleren Reife 1967 an der Realschule Bernhausen absolvierte Arnold bis 1970 eine Lehre zum Fernmeldemonteur und war anschließend bis 1973 als Fernmelderevisor tätig. Nachdem er bereits 1971 die Fachhochschulreife erlangt hatte, bestand er 1973 auch die Aufnahmeprüfung an der Pädagogischen Hochschule Ludwigsburg für ein Studium ohne Abitur. Hier studierte er von 1974 bis 1978. In den folgenden Jahren von 1980 bis 1998 war Arnold schließlich EDV-Fachbereichsleiter und Leiter der Organisationsabteilung der Volkshochschule Stuttgart. 1983 hat er außerdem ein Kontaktstudium „Erwachsenenbildung“ an der Pädagogischen Hochschule Ludwigsburg absolviert.
Arnold ist verheiratet und hat einen Sohn.

## Partei
Seit 1972 ist er Mitglied der SPD. Von 1981 bis 1995 war er Vorsitzender des SPD-Kreisverbandes Esslingen und von 1996 bis 1997 Mitglied im Landesvorstand der SPD in Baden-Württemberg.

## Abgeordneter
Arnold gehörte von 1980 bis 1992 dem Stadtrat von Filderstadt und von 1989 bis 1994 dem Kreistag des Landkreises Esslingen an. Von 1994 bis 1998 war er außerdem Mitglied in der Regionalversammlung der Region Stuttgart.
Er zog nach den Bundestagswahlen 1998, 2002, 2005, 2009, und 2013 in den Deutschen Bundestag ein. Hier war seit Oktober 2002 Sprecher der Fraktionsarbeitsgruppe für Sicherheitsfragen und ab November 2004 auch Mitglied des Vorstandes der SPD-Bundestagsfraktion. Er zog stets über die Landesliste Baden-Württemberg in den Bundestag ein. Von 2009 bis 2017 gehörte er dem Verteidigungsausschuss des Bundestages an. Damals gab er in dieser Funktion nicht an, Mitglied des Präsidiums der Deutschen Gesellschaft für Wehrtechnik zu sein, wozu er verpflichtet gewesen wäre.
Ab 2014 war Arnold Vorsitzender der Deutsch-Rumänischen Parlamentariergruppe.
Zur Bundestagswahl 2017 trat er nicht mehr an.

## Mitgliedschaften
Arnold war Mitglied der Europa-Union Parlamentariergruppe Deutscher Bundestag.

## Politische Standpunkte
Den Einsatz von deutschen Soldaten in Afghanistan befürwortete Arnold. Dabei bekannte er, dass es „keinen deutschen Politiker drängt (...), Soldaten in Kampfeinsätze zu senden.“ Seiner Auffassung nach „steht die humanitäre Hilfe stets an erster Stelle.“ Notwendig werde der Einsatz von Streitkräften, damit die Lebensbedingungen der Menschen in Afghanistan verbessert werden können. Eine weitere Aufgabe des deutschen Militärs sei es, die afghanischen Sicherheitskräfte so auszubilden, dass diese die entstandenen Sicherheitsstrukturen aufrechterhalten können. Stabile Sicherheitsstrukturen seien die Voraussetzung für eine Verkleinerung und letztendlich für einen Abzug der deutschen Soldaten.
Den von den Grünen-Bundestagsabgeordneten Hans-Christian Ströbele und Winfried Nachtwei als Verfassungsbruch kritisierten Einsatz von Tornado-Aufklärungsflugzeugen zum Ausspähen der Gegner des G8-Gipfels in Heiligendamm im Mai und Juni 2007 wertete Arnold als einen klassischen Fall von Amtshilfe nach Artikel 35 des Grundgesetzes: „Entscheidend ist, dass die Bundeswehr keine polizei-hoheitlichen Aufgaben übernimmt, wie Absperrungen vornehmen, Menschen kontrollieren oder Häuser durchsuchen.“
Arnold hielt den Einsatz deutscher Tornados in Syrien ab Dezember 2015 für verfassungsrechtlich und völkerrechtlich abgesichert. Außerdem betonte er, dass Aufklärungsflieger keinen Beitrag zum achtlosen Bombenkrieg leisten.